# Lodewijk Steenwegen
Lodewijk (Lowie) Steenwegen (Leuven, 19 mei 1963) was een Belgisch volksvertegenwoordiger.

## Levensloop
Van opleiding historicus werd hij beroepshalve planoloog.
Steenwegen werd, in opvolging van Magda Aelvoet, in juli 1994 voor Agalev lid van de Kamer van volksvertegenwoordigers voor het arrondissement Leuven, een mandaat dat hij vervulde tot mei 1995.
In de periode september 1994-mei 1995 had hij als gevolg van het toen bestaande dubbelmandaat ook enkele maanden zitting in de Vlaamse Raad. De Vlaamse Raad was vanaf 21 oktober 1980 de opvolger van de Cultuurraad voor de Nederlandse Cultuurgemeenschap, die op 7 december 1971 werd geïnstalleerd, en was de voorloper van het huidige Vlaams Parlement.  
Ook was hij van 2001 tot 2018 gemeenteraadslid van Glabbeek.